# Gynoplistia (Gynoplistia) bispica
Gynoplistia (Gynoplistia) bispica is een tweevleugelige uit de familie steltmuggen (Limoniidae). De soort komt voor in het Australaziatisch gebied.